# 鸵鸟算法
在计算机科学中，鸵鸟算法（英語：Ostrich algorithm）是一个忽略潜在问题的一种算法策略，这种策略对计算机程序可能出现的问题采取无视态度（类似于鸵鸟在遇到危险时将头埋在地里，装作看不见）。鸵鸟算法的使用前提是，问题出现的概率很低。